# Clara Shellerová
Clara Shellerová (ve francouzském originále Clara Sheller) je francouzský televizní seriál, který v roce 2005 uvedl televizní kanál France 2. Herecké obsazení rolí mezi první (2005) a druhou sérií (2008) se sice změnilo, hlavní postavy ale zůstaly stejné.

## Děj
Třicetiletá Clara sdílí byt v Paříži se svým nejlepším kamarádem Jeanem Philippem a oba sní o tom, že jednou potkají muže svých snů. Všichni se domnívají, že Clara a Jean Philippe jsou partneři. Ani rodiče Jeana Philippa nevědí, že je gay. Když se s Clarou rozejde fotograf, pracující ve stejných novinách jako ona, Clara v zoufalství stráví moc Jeanem Philippem. Krátce nato se Clara zamiluje do šéfredaktora Bertranda, zatímco Jean Philippe se seznámí s pouličním kejklířem, který se k nim nastěhuje. Claře se to moc nelíbí. Zakrátko Clara oznámí Jeanu Philippovi, že je s ním těhotná. Clara se rozhodne, že si dítě neponechá. Jejich osudy změní nový soused, tajuplný Gilles. Clara se do něj zamiluje. Gilles má odjet do Japonska a chce, aby Clara jela s ním. Ta odmítne, protože nechce ztratit dlouholetého přítele Jeana Philippa. Gilles nakonec do Japonska neodjede a zůstane s Clarou.
Po třech letech žije Clara stále s Gillem a Jean Philippe je její nejlepší kamarád. Clara by ráda měla dítě. Clara však zjistí, že Gilles je jí nevěrný s Jeanem Philippem. Clařině matce je rovněž diagnostikována rakovina. Clara rovněž ztratí práci v redakci. Během Vánoc se usmíří s Gillesem a Jeanem Philippem. Poslední díl končí záběrem na Claru, která je těhotná a je připravena být matkou.

## Přehled postav
| Mélanie Doutey / Zoé Félix              | Clara Shellerová     |
| Frédéric Diefenthal / Patrick Mille     | Jean Philippe        |
| Thierry Neuvic / François Vincentelli   | Gilles               |
| Valérie Donzelli / Judith El Zein       | Jeanne               |
| Christophe Malavoy / Marc Rioufol       | Bertrand             |
| Francine Bergé / Anny Duperey           | matka Clary          |
| Johan Leysen                            | otec Clary           |
| Hélène Vincent / Charlotte de Turckheim | matka Jeana Philippa |
| Jacky Nercessian                        | otec Jeana Philippa  |
| Bruno Salomone / Éric Poulain           | David                |
| Mathieu Bisson / Jérémie Elkaïm         | Mathieu, bratr Clary |
| Philippe Lefebvre / Thomas Jouannet     | Antoine              |

## Seznam dílů

### První řada (2005)
1. À La Recherche du prince charmant
2. Intuition féminine
3. État secret
4. 14 juillet
5. Oublier Paris
6. Un Cadeau de la vie

### Druhá řada (2008)
1. Petite Musique du mensonge
2. Une Autruche en décapotable
3. Une Femme peut en cacher une autre
4. Des Chrysanthèmes pour Bernard
5. Le Mystère du Catogan
6. La Porte de la tour bancale

## Ocenění
- Televizní seriál v Saint-Tropez (2005): nejlepší seriál
- Televizní festival v La Rochelle (2008): nejlepší seriál vysílaný v prime time